# The Allman Brothers Band
The Allman Brothers Band fou una banda nord-americana de rock sureny i blues-rock formada l'any 1969 a Jacksonville (Florida) pels germans Duane Allman (guitarra) i Gregg Allman (veu i òrgan), Butch Trucks (bateria), Berry Oakley (baix) Jai Johanny «Jaimoe» Johanson (bateria) i Dickey Betts (guitarra i veu). Al grup se li atribueix l'etiqueta de principal creador del rock sureny, encara que la seva música també incorpora elements del blues, del jazz i del country, i les seves actuacions estan orientades cap a la improvisació instrumental.
Grans músics de la talla d'Oteil Burbridge, Derek Trucks, Warren Haynes, Marc Quiñones o Chuck Leavell han passat per les files de la formació del grup al llarg de la seva turbulenta història, marcada per l'abús de drogues i alcohol d'alguns dels seus membres i per tensions entre aquests, fet que provocaria diverses separacions, reunions i constants canvis a la banda. Amb tot, el llegat de The Allman Brothers Band és indiscutible. Considerada una de les més influents de la història del rock sureny i el blues, l'any 1994 fou introduïda al Rock and Roll Hall of Fame de la mà de Willie Nelson. El 2004, la revista Rolling Stone la va classificar en el lloc 52è a la seva llista dels 100 Millors Artistes de tots els temps.

## Debut,At Fillmore East, consagració i primera separació (1969-1976)
Els seus dos primers àlbums d'estudi, The Allman Brothers Band (1969) i Idlewild South (1970), amb prou feines van tenir repercussió, però el seu treball en directe At Fillmore East (1971) va representar un gran avenç artístic i comercial. El disc inclou extenses versions dels seus temes «In Memory of Elizabeth Reed» i «Whipping Post», i és considerat com un dels millors àlbums en directe de la història del rock.
L'octubre de 1971 Duane Allman va morir a causa d'un accident de moto. Poc temps després la banda publicaria en la seva memòria Eat a Peach (1972), una recopilació de pistes d'estudi i en directe que consolidaria la popularitat del grup dins l'escena americana del blues i el rock, gràcies a temes com Melissa, composta per Gregg Allman, o Blue Sky, per Dickey Betts.
Mesos després, també a causa d'un accident de moto, la mort de Berry Oakley tornava a sacsejar el grup. L'agrupació va reclutar al teclista Chuck Leavell i al baixista Lamar Williams per a la gravació de Brothers and Sisters (1973) que, de la mà del seu senzill Ramblin' Man i de la peça instrumental Jessica, va situar la banda a l'avantguarda de la música rock de la dècada dels 70. A partir de llavors, la banda faria extenses gires durant tres anys on començaria a forjar la seva llegenda de grup de jam, amb directes caracteritzats per llargues versions de temes propis i covers plens d'improvisació.
Amb l'èxit de la banda, però, van començar a arribar també els problemes. El consum de drogues, l'alcohol i tensions entre alguns membres de la banda amb Gregg Allman van provocar que l'any 1976 The Allman Brothers Band se separés.
Com a resultat, Chuck Leavell i Lamar Williams van fundar el grup de jazz fusió Sea Level, Dickey Betts va fundar la Great Southern i Gregg Allman la Gregg Allman Band.

## Primera reunió, tensions i posterior segona separació (1978-1982)
L'any 1979 la banda va tornar a reunir-se, però les tensions continuaven fent molt difícil el dia a dia del grup.
Dos àlbums d'estudi, Reach for the Sky (1980) i Brothers of the Road (1981), que no van tenir una gran recepció crítica, dues gires marcades per l'abus d'alcohol i drogues de forma continuada i discussions entre els músics van fer que la banda es tornés a separar a finals de gener de 1982, després d'una última actuació al programa d'entreteniment estatunidenc Saturday Night Live." Vam decidir que el millor era deixar-ho estar abans d'arruïnar el poc que encara quedava de la imatge de la banda", afirmava Dickey Betts.
Temps després, durant l'any 1986, Gregg Allman i Dickey Betts girarien junts amb les seves respectives bandes, tocant plegats un set a cada concert. És així com va començar a forjar-se la carrera en solitari de Gregg Allman, consolidada amb el seu treball en solitari I'm No Angel, publicat l'any 1987. Aquest va tenir una molt bona recepció crítica, arribant a col·locar-se entre els millors 30 àlbums a la llista dels Billboard 200.

## Segona reunió i anys de gira constant (1989-1996)
L'estiu de 1989, la banda tornava a reunir-se per una gira commemorativa del seu vintè aniversari. Aquest cop, la formació estaria integrada Gregg Allman, Jaimoe, Butch Trucks i Dickey Betts com a membres de la banda original. A més a més, incorporaven el pianista Johnny Neel i el guitarrista Warren Haynes, integrants de la Great Southern de Dickey Betts, i al talentós baixista Allen Woody. Malgrat que Neel abandonaria la banda l'any 1990 (essent substituït pel percussionista Marc Quiñones, antic membre de Spyro Gyra), l'arribada de Haynes i Woody donaria aire fresc i energia al conjunt.
El box-set recopilatori Dreams (1989) i el novè àlbum d'estudi de la banda, Seven Turns (1990), que incloïa els hits "Seven Turns" i "Good Clean Fun", revifarien la carrera i la imatge de The Allman Brothers Band.
Durant 1991, la banda oferiria 87 concerts en directe, entre els quals inclouria la seva última gira europea. Serien una sèrie d'actuacions pel Regne Unit, França i Alemanya, així com una actuació al Rosklide Festival de Dinamarca. Posteriorment, la banda no tornaria a visitar el continent europeu.
L'any 1992, la banda tornaria a fer una extensa gira nord-americana, amb un total de 77 concerts. A principis de juny d'aquell mateix any, la formació publicava An Evening with the Allman Brothers Band: First Set, un disc en directe gravat durant la seva residència anual al Beacon Theatre de Nova York.
L'any 1993 la tensió tornava a augmentar a la banda. En plena gira, el guitarrista Dickey Betts va ser arrestat per agredir a dos policies. Per a poder continuar amb els concerts previstos, la formació va contractar als guitarristes David Grissom (integrant de la banda de John Mellencamp) i Jack Pearson, amic personal de Warren Haynes, qui es va plantejar més d'un cop deixar la banda a causa del creixent malestar generalitzat tot i que no ho va arribar a fer. Els problemes amb l'alcohol de Gregg Allman eren un altre dels factors que feia molt difícil la comunicació dins el grup. Haynes afirmava: "The Allman Brothers Band era un 'qui dia passa any empeny' constant. No hi havia cap indici que fes pensar que la banda duraria molts anys més. Tots ens preníem cada gira com si hagués de ser l'última, i no hi havia cap raó per pensar el contrari".
Amb el retorn de Dickey Betts a la formació, es publicava el tercer àlbum posterior a la segona reunió, Where It All Begins (1994), gravat íntegrament en directe a l'estudi. Malgrat que la recepció del disc no va ser res de l'altre món, els temes No One to Run With i Soulshine van tenir una gran aclamació entre els fans. Aquest seria també l'últim que comptaria amb la participació de Betts.
The Allman Brothers Band va continuar girant, cada cop amb major freqüència i atraient a les noves generacions, que vibraven amb els llargs directes de jam-session que la banda oferia. Els problemes de Gregg Allman amb l'alcohol, però, van arribar a tal punt que els propis integrants de la formació dubtaven de la capacitat del teclista i vocalista per continuar girant.
L'alcoholisme de Gregg Allman va arribar al clímax en una de les nits més importants de la història del grup: la cerimònia d'inducció de The Allman Brothers Band al Rock And Roll Hall of Fame, el juny de 1995. El músic, en un visible estat d'ebrietat, no va ser capaç de fer el discurs d'acceptació en una gala emesa en directe per televisió. Aquell fet seria un punt d'inflexió que, finalment, portaria Gregg Allman a rehabilitar-se i deixar l'alcohol i les drogues.
Malgrat la recuperació de Gregg Allman, les tensions del teclista amb Dickey Betts foren insalvables. L'any 1996, durant l'estada anual al Beacon Theatre de Nova York, una forta discussió entre els dos va estar a punt de suposar la ruptura definitiva del grup. Malgrat que el concert no es va suspendre, Warren Haynes i Allen Woody comunicarien la seva intenció d'abandonar el grup per centrar-se en el seu projecte comú, el llavors "power trio" Gov't Mule, pensant que la separació de The Allman Brothers Band era imminent.

## Anys posteriors (1997-2014)
Amb la intenció de seguir endavant, The Allman Brothers Band va reclutar al baixista Oteil Burbridge i Jack Pearson (guitarra) retornava a la formació. El problema, però, continuava essent la tensió, cada cop més forta, entre Dickey Betts i Gregg Allman. Segons manifestacions posteriors del teclista de Nashville: "Allò havia deixat de ser una banda, tot havia d'estar centrat en la figura d'en Dickey...".
L'any 1999, Pearson deixava el grup degut al tinnitus que patía. Per a substituir-lo, Butch Trucks va proposar la incorporació del seu nebot, Derek Trucks, que amb tot just 20 anys ja era un virtuós de la guitarra i havia tocat amb artistes de la talla de Bob Dylan, Livingstone Taylor, Joe Walsh o Stephen Stills. El jove Trucks formaria part de la banda durant la gira del 30è aniversari. Malgrat la seva bona actuació sobre l'escenari, el tour esmentat, del qual en surt l'àlbum en directe Peakin' at the Beacon, gravat durant l'estada anual de The Allman Brothers al Beacon Theatre de Nova York, fou considerat un dels pitjors de la història del grup.
El punt d'inflexió de la relació entre Dickey Betts i la resta de la banda va arribar en el moment en què tots els membres de la banda original van enviar-li una carta dient que tenien intenció de girar sense ell. El guitarrista va demandar al grup, fet que va suposar la seva ruptura definitiva i la sortida del grup. "No tenía ni idea de què em deixarien de banda d'aquesta manera. Va ser cruel i inhumà", afirmava Betts.
Jimmy Herring (guitarra) va unir-se a la formació per substituir Dickey Betts. Els fans, però, veien inconcebible un concert de The Allman Brothers sense la figura del seu membre fundador i guitarrista principal. La mala premsa rebuda i el poc èxit de la gira sense Betts van portar Herring a deixar la banda poc temps després.
La mort de l'antic baixista Allen Woody va impulsar el retorn de Warren Haynes a la formació l'any 2001. Aquest fet va ser rebut amb gran alegria pels fans. La bona sintonia entre Trucks i Haynes sobre l'escenari, sumada la distensió que havia suposat la marxa de Betts, donava esperança a la banda i retornava la qualitat del directe que els fans reclamaven.
L'any 2003 es publicava l'últim àlbum d'estudi que gravaria el grup de Jacksonville, anomenat Hittin' the Note. Seria el primer i únic treball sense la presència de Dickey Betts. L'slide guitar de Derek Trucks recupera el crudent so original de la banda, amb textures que recorden la guitarra de Duane Allman. Així doncs, el disc va tenir una bona recepció crítica.
The Allman Brothers Band continuaria girant amb èxit durant tota la primera dècada dels 2000. L'estada anual de 2009 al Beacon Theatre seria una de les més recordades pels seus integrants. La formació celebrava els 40 anys sobre els escenaris i va convidar diversos músics per actuar amb ells. Una de les aparicions més aclamades fou la d'Eric Clapton, amic personal de Duane Allman.
L'any 2010 Gregg Allman es va haver de sotmetre a un trasplantament de fetge a causa de l'aparició de tres tumors diferents a la zona afectada, provocats per l'Hepatitis C que patia des de 2007. Com a conseqüència, va patir problemes de salut durant els dos següents anys. L'any 2012 va haver de fer rehabilitació per addicció als medicaments del tractament.
Després de dos anys de poca activitat a causa dels problemes de salut de Gregg Allman, durant els últims mesos de 2012 i 2013, la banda va continuar girant amb assiduïtat.
L'any 2014, Warren Haynes i Derek Trucks anunciaven la seva intenció d'abandonar la formació a finals d'any, per tal de centrar-se en els seus projectes personals (Gov't Mule i Tedeschi Trucks Band, respectivament). The Allman Brothers Band tocaria per última vegada el 28 d'octubre de 2014 al seu teatre talismà, el Beacon Theatre de Nova York, on el grup hi hauria actuat un total de 238 vegades.